# Trastorno de omisión
El trastorno de omisión (también llamado síndrome neurológico de la desatención, hemiomisión o, simplemente, omisión) es un problema clínico que se manifiesta por la incapacidad de percibir una imagen completa de la realidad como resultado de lesiones neurológicas. Se trata, en esencia, de un desorden de la atención, por cuanto el paciente, aunque goza de una visión normal, no toma en consideración determinadas zonas de aquello que tiene dentro de su alcance visual. El defecto persiste, además, aun cuando se recree algo con los ojos cerrados.
La lesión cerebral causante del trastorno se localiza en la sección de la ruta por la que circulan las señales visuales de la retina conocida con el nombre de «cómo»: originada en la corteza visual, alcanza hasta el lóbulo parietal y posibilita la atención a los objetos y la interactuación con los mismos. Así, aunque no esté dañada la ruta complementaria con la que converge en la corteza parietal y que permite reconocer e identificar los objetos, al estar dañada la capacidad de tenerlos en cuenta es cuando se produce el trastorno de omisión.
La omisión solo se aprecia en lesiones producidas en el hemisferio derecho, de forma que la parte del espacio visual afectada es la izquierda.
La falta de conciencia del paciente respecto de su problema permite conjeturar que no se trata sólo de un déficit sensorial, ni de una ceguera a las señales visuales que llegan del lado izquierdo, ni de una incapacidad de atender a ese lado. Estrictamente, se trataría de «una aniquilación existencial del lado izquierdo del universo».